# Australian Men's Hardcourt Championships 1990
L'Australian Men's Hardcourt Championships 1990 è stato un torneo di tennis giocato sul cemento. È stata la 13ª edizione del Torneo di Adelaide, che fa parte della categoria World Series nell'ambito dell'ATP Tour 1990. Si è giocato ad Adelaide in Australia dal 1º gennaio all'8 gennaio 1990.

## Campioni

### Singolare
Thomas Muster ha battuto in finale  Jimmy Arias con il punteggio di 3–6, 6–2, 7–5

### Doppio
Andrew Castle /  Nduka Odizor hanno battuto in finale  Alexander Mronz /  Michiel Schapers con il punteggio di 7–6, 6–2